# Helena (Almanach)
Helena ist ein Musenalmanach, der in den Jahren 1837 bis 1840 in vier Ausgaben in Bunzlau beim Verlag Appun’s Buchhandlung erschien. Mit dem Titel war die schöne Helena gemeint.
Hier publizierten unter anderem Leopold Schefer (der auch als sein anonymer Herausgeber galt), Henriette Hanke, Karl Herloßsohn, Ludwig Storch und Ludwig Tieck einige ihrer Werke. Almanache mit ähnlichen Themenschwerpunkten waren die Jahrbücher mit dem Titel Urania beim Brockhaus in Leipzig 1810 bis 1848 und das Taschenbuch Eidora vom königlichen Taubstummeninstitut in Schleswig.

## Ausgaben
- Leopold Schefer: Helena. Ein Taschenbuch für … Appun’s Buchhandlung, Bunzlau, OCLC 39817083 (1837–1840).
- Helena: Ein Taschenbuch. Appun’s Buchhandlung, Bunzlau 1837 (books.google.de).
- Helena: Ein Taschenbuch. Appun’s Buchhandlung, Bunzlau 1838 (books.google.com).
- Helena: Ein Taschenbuch. Appun’s Buchhandlung, Bunzlau 1839 (books.google.com).
- Helena: Ein Taschenbuch. Appun’s Buchhandlung, Bunzlau 1840 (books.google.com).